# Josef Fanta

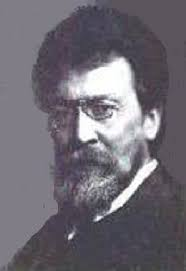
Josef Fanta

Josef Fanta (* 7. Dezember 1856 in Sudoměřice; † 20. Juni 1954 in Prag) war ein tschechischer Architekt.
Nach dem Studium der Architektur wurde Fanta Assistent seines Professors Josef Zítek beim Bau des Nationaltheaters. Fanta lehrte von 1909 bis 1922 als Professor an der Technischen Universität Prag. 1918 wurde er Mitglied der Akademie der Wissenschaften und Künste der Tschechoslowakei. Fanta gehörte mit Gabriela Preissová zu den ersten Pragern, die in Jevany Wochenendgrundstücke erwarben und den Ruf des Dorfes als Wochenendsiedlung der Prager Hautevolee begründeten.
Er ist der Vater der Journalistin und Übersetzerin Marie Fantová.
Zu den bedeutendsten Werken des Architekten gehören der Prager Hauptbahnhof, der Grabhügel auf dem Pratzeberg für die Schlacht bei Austerlitz, das Gebäude des Wirtschaftsministeriums in Prag und die Sternwarte Ondřejov. Er führte auch Rekonstruktionen durch, etwa an der Kirche St. Wenzel am Zderaz. Das Kaffeehaus im Prager Hauptbahnhof trägt seinen Namen (Fantova Kavárna).